# Аббаньяле, Кармине
Кармине Аббаньяле (итал. Carmine Abbagnale; род. 5 января 1962, Помпеи) — итальянский гребец, выступавший за национальную сборную Италии по академической гребле в период 1980—1996 годов. Двукратный олимпийский чемпион, семикратный чемпион мира, победитель и призёр многих этапов Кубка мира.

## Биография
Кармине Аббаньяле родился 5 января 1962 года в городе Помпеи, Италия. Проходил подготовку в клубе Stabia CN. Тренировался вместе со своим старшим братом Джузеппе, позже к ним присоединился рулевой Джузеппе ди Капуа.
Дебютировал на международной арене в сезоне 1980 года, когда вошёл в состав итальянской национальной сборной и выступил на чемпионате мира среди юниоров в Бельгии.
В 1981 году в двойках одержал победу на чемпионате мира в Мюнхене. Год спустя повторил это достижение на мировом первенстве в Люцерне. Ещё через год на аналогичных соревнованиях в Дуйсбурге стал в той же дисциплине бронзовым призёром.
Находясь в числе лидеров гребной команды Италии, благополучно прошёл отбор на Олимпийские игры 1984 года в Лос-Анджелесе — на сей раз их двухместный распашной экипаж обошёл всех соперников, и Аббаньяле таким образом получил золотую олимпийскую награду.
В 1985 году со своей командой был лучшим на чемпионате мира в Мехелене. Взял серебро на мировом первенстве 1986 года в Ноттингеме. Выиграл мировой чемпионат 1987 года в Копенгагене.
На Олимпийских играх 1988 года в Сеуле вновь завоевал золотую медаль в рулевых распашных двойках.
На чемпионатах мира 1989 года в Бледе, 1990 года в Тасмании и 1991 года в Вене неизменно поднимался на верхнюю ступень пьедестала в своей коронной дисциплине M2+.
В 1992 году на Олимпийских играх в Барселоне стал в двойках серебряным призёром, уступив в финале экипажу из Великобритании.
После барселонской Олимпиады Кармине Аббаньяле остался в основном составе итальянской национальной сборной и продолжил принимать участие в крупнейших международных регатах. Так, в 1993 году он добавил в послужной список бронзовую награду, выигранную в распашных двойках на чемпионате мира в Рачице, затем повторил это достижение на соревнованиях в Индианаполисе.
В 1995 и 1996 годах выступал в составе восьмёрок, стартовал на чемпионате мира в Тампере и Олимпийских играх в Атланте, но попасть здесь в число призёров не смог и на этом завершил карьеру профессионального спортсмена.
Награждён орденом «За заслуги перед Итальянской Республикой» в степени офицера (1993).
Его другой брат Агостино Аббаньяле тоже стал известным гребцом, трижды выигрывал Олимпийские игры.